# François-Cornil Bart
François-Cornil Bart, né le 16 juin 1677 et mort à Dunkerque (Flandre française) le 22 avril 1755, est un officier de marine français du XVIIIe siècle. Fils de Jean Bart, il sert sous ses ordres pendant sa jeunesse. Il termine sa carrière avec le grade de vice-amiral de la flotte du Ponant, basée à Brest.

## Biographie

### Origines et famille
François-Cornil Bart descend d'une famille de militaires et de marins d'origine flamande, engagés au service du royaume de France, du royaume d'Espagne et des Provinces-Unies. Il est issu du premier mariage du célèbre corsaire Jean Bart (1650 - 1702) avec mademoiselle Nicole Gouttière.

### Jeunesse et débuts sous les ordres de son père

#### La guerre de course
François-Cornil Bart débute sous les ordres de son père en 1688, alors qu'il n'est âgé que de 11 ans. Ce dernier appareille au mois d'avril 1689 aux commandes de La Railleuse, en compagnie de Claude de Forbin, afin d'escorter un convoi de bateaux transportant de la poudre et des munitions à Brest. Le 1er mai, le convoi croise la route d'un navire corsaire hollandais, lui donne la chasse et l'aborde. Jean Bart avait pris son fils avec lui, dès son plus jeune âge, « afin de l'accoutumer en sa compagnie à braver le danger ». Selon le récit qu'en fait Forbin, « à la première volée que le corsaire hollandais lâcha sur son vaisseau, le capitaine de la Railleuse jeta les yeux sur son fils. Croyant apercevoir chez lui une espèce de frayeur, il l'attacha au grand mât et l'y laissa pendant tout le temps du combat. »
Entre 1688 et 1691, il prend part à quatre combats et autant d'abordages, et à une descente sur les côtes anglaises au cours de laquelle ils brûlent le château de Wadrington et un village. Ils rentrent ensuite à Dunkerque, avec cinq cent mille écus de prises.

### Carrière dans la marine royale

#### Guerre de la Ligue d'Augsbourg et escortes en mer du Nord

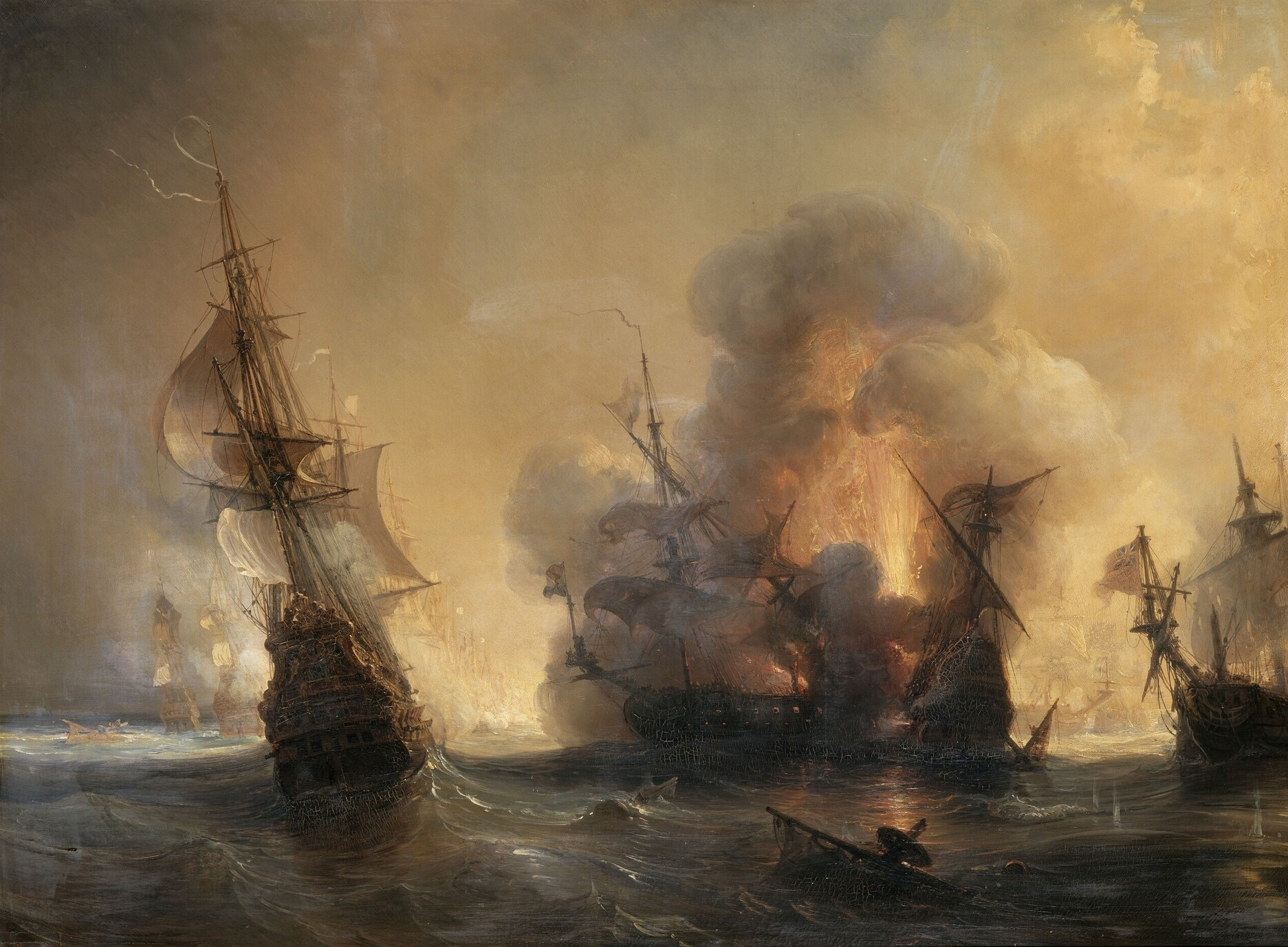
Bataille de Lagos, 27 juin 1693
Huile sur toile de Théodore Gudin

Il entre dans la Marine royale en 1692, en tant que garde-marine, sur Le Comte, commandé par son père, ce dernier ayant sous ses ordres L'Hercule et Le Tigre. Il croise en mer du Nord et prend part aux trois abordages contre trois vaisseaux hollandais. Deux d'entre eux sont pris ainsi que la plus grande partie de la flotte hollandaise qu'ils escortaient. En 1693 et 1694, il est à bord de L'Alcyon, commandé par son père, sous les ordres du maréchal de Tourville au large du Portugal. Le 27 juin 1693, il prend part au combat de Lagos contre vingt-huit vaisseaux de guerre anglo-hollandais qui escortaient une flotte de cent trente navires marchands. Ce combat se solde par une victoire française avec la prise de deux vaisseaux de guerre et de trente-six navires, le reste se dispersa et prit la fuite. Rentré en Méditerranée, L'Alcyon force trois frégates à s'échouer sous la forteresse de Malaga. Ces dernières sont brûlées, et l'équipage tentant de fuir en chaloupe est attaqué, tout ceci malgré la protection de la place forte et le secours d'un détachement de troupes espagnoles.
Revenu sur le Comte, il fait route vers la Norvège, prend à l'abordage le Milford, de 32 canons, et ramène des réserves de blé en France, alors confrontée à la famine.

#### Bataille de Texel et séjour à la Cour de France

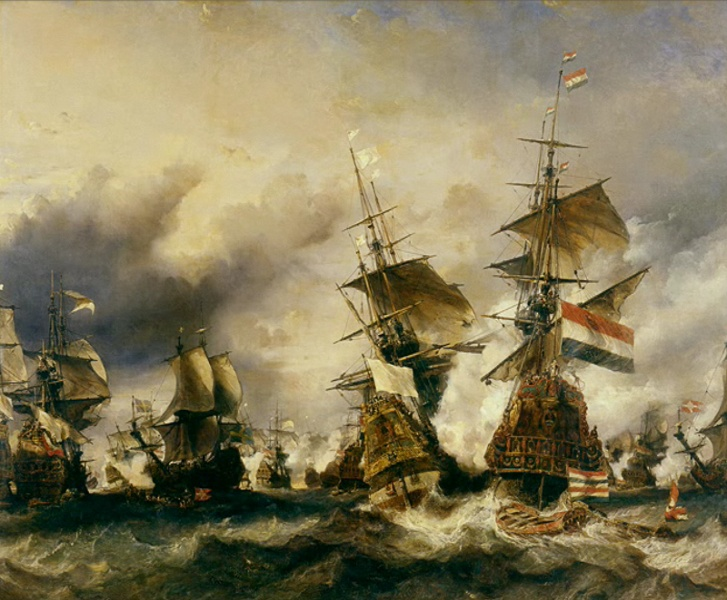
Bataille du Texel, 29 juin 1694
Huile sur toile d'Eugène Isabey, XIX, Musée de la Marine.

Embarqué à nouveau sur Le Maure, commandé par son père, ayant cinq autres vaisseaux sous ses ordres, pour la Norvège, où il avait ordre d'aller chercher une flotte chargée de blé, mais elle avait été capturée par huit vaisseaux de guerre hollandais, commandés par le contre-amiral de Frise. Ces vaisseaux sont attaqués, malgré leur supériorité numérique, et le vaisseau du contre-amiral est pris à l'abordage ainsi que deux autres vaisseaux de l'escorte, et les cinq qui restaient s'enfuirent en abandonnant la flotte, que Jean Bart ramène à Dunkerque.
En 1694, après la bataille du Texel remportée par son père pendant la guerre de la Ligue d'Augsbourg, il fait partie d'une délégation envoyée à Versailles informer le roi. À la Cour, il est reçu avec bienveillance. Le ministre de la Marine Pontchartrain le présente au Roi qui lui demande s'il était monté à l'abordage.
–Sire, j'ai fait comme mon père, répondit-il
–Il est bien jeune, mais qui y a-t-il de surprenant à ce que le fils de Jean Bart soit brave?, reprit Louis XIV
Pendant plusieurs jours, il est au centre de toutes les attentions à Versailles,. La princesse de Conti insiste pour « voir un peu le fils d'un héros. » À la suite de cette victoire, Jean Bart reçoit des lettres de noblesse et une pension de 2 000 livres. François-Cornil est, lui, promu enseigne de vaisseau à l'âge de 17 ans.
François-Cornil est présent au bombardement de Dunkerque par les Anglo-hollandais. Il est également à Dunkerque, lors de la seconde tentative que font les Anglais et les Hollandais contre la ville.
En mai 1696, sur Le Maure, toujours aux côtés de son père, François-Cornil se distingue en franchissant le blocus de Dunkerque imposé par la flotte de l'amiral John Berkeley. Ensemble, avec huit frégates sous leurs ordres, ils rencontrent et attaquent un convoi hollandais en provenance de la Baltique, chargé de grains. Ce convoi est escorté par cinq frégates hollandaises, dont quatre de 44 canons et une de 28. Les cinq frégates sont prises par Jean Bart et son fils, alors même qu'ils étaient en vue d'une flotte hollandaise bien plus importante, composée de douze gros vaisseaux. Les quatre frégates de 44 canons sont incendiées et les équipages sont renvoyés en Hollande dans la frégate de 28 canons. Les quarante-cinq navires du convoi sont pris ou détruits. Cette action lui vaut d'être promu au grade de lieutenant de vaisseau la même année.
En 1697, sur L'Adroit, il accompagne son père, placé à la tête d'une escadre de cinq vaisseaux et une frégate, chargée de conduire le prince de Conti en Pologne où ce dernier devait être couronné roi, il rentre à Dunkerque la même année.

#### Guerre de Succession d'Espagne
Pendant la guerre de Succession d'Espagne (1701 - 1714), il sert sous les ordres du chevalier de Saint-Pol et du comte de Forbin. À la mort de son père en 1702, il reçoit une pension de 500 livres sur le trésor royal. L'année suivante, cette pension est augmentée de 300 livres.
En 1703, sur L'Adroit, commandé par le chevalier de Saint-Pol, ayant le Milford sous ses ordres, il combat et aborde le Ludlow, de 32 canons, qui escortait six vaisseaux, tous sont pris. Rencontre d'une flotte de trente bâtiments anglais escortés par un vaisseau de 50 canons et un de 38 canons. Ces deux vaisseaux furent pris à l'abordage, ainsi que dix-neuf bâtiments marchands. Il est à nouveau chargé d'en apporter la nouvelle au roi.
Sur le Salisbury, commandé par le chef d'escadre de Saint-Pol, il combat aux Orcades contre quatre vaisseaux escortant plus de deux cents bâtiments pour la pêche au hareng ; ces quatre vaisseaux sont pris à l'abordage et brûlés. François-Cornil est chargé en partie de cette mission : il en brûle cinquante et un, essuyant de nombreux coups de fusil. En 1704, il commande L'Héroïne, de 16 canons, dans l'escadre de M. de Saint-Pol, composée de six vaisseaux armés pour la guerre de course. Il prend à l'abordage le HMS Falmouth, de 54 canons.
En 1705, à bord du Salisbury, il participe, sous les ordres du chevalier de Saint Pol, à la prise d'un vaisseau de 60 canons, qu'on est obligé d'abandonner. Le 31 octobre 1705, il commande L'Hermine et se distingue pendant le combat au cours duquel le chevalier de Saint-Pol est tué d'une décharge de mousquet en pleine poitrine, à bord du Salisbury, qu'il avait enlevé aux Anglais.
En 1706, commande L'Héroïne, 20 canons et 120 hommes d'équipage, dans l'escadre de Forbin. Il se signale le 2 octobre lors de l'attaque de six vaisseaux hollandais. Il combat et aborde L'Ardembrouck, un vaisseau hollandais de 54 - le seul vaisseau de l'escadre ennemie à être pris -, qu'il ramène seul à Dunkerque. Cette action lui vaut d'être promu capitaine de frégate en 1706, le commandement du Jersey lui est confié.

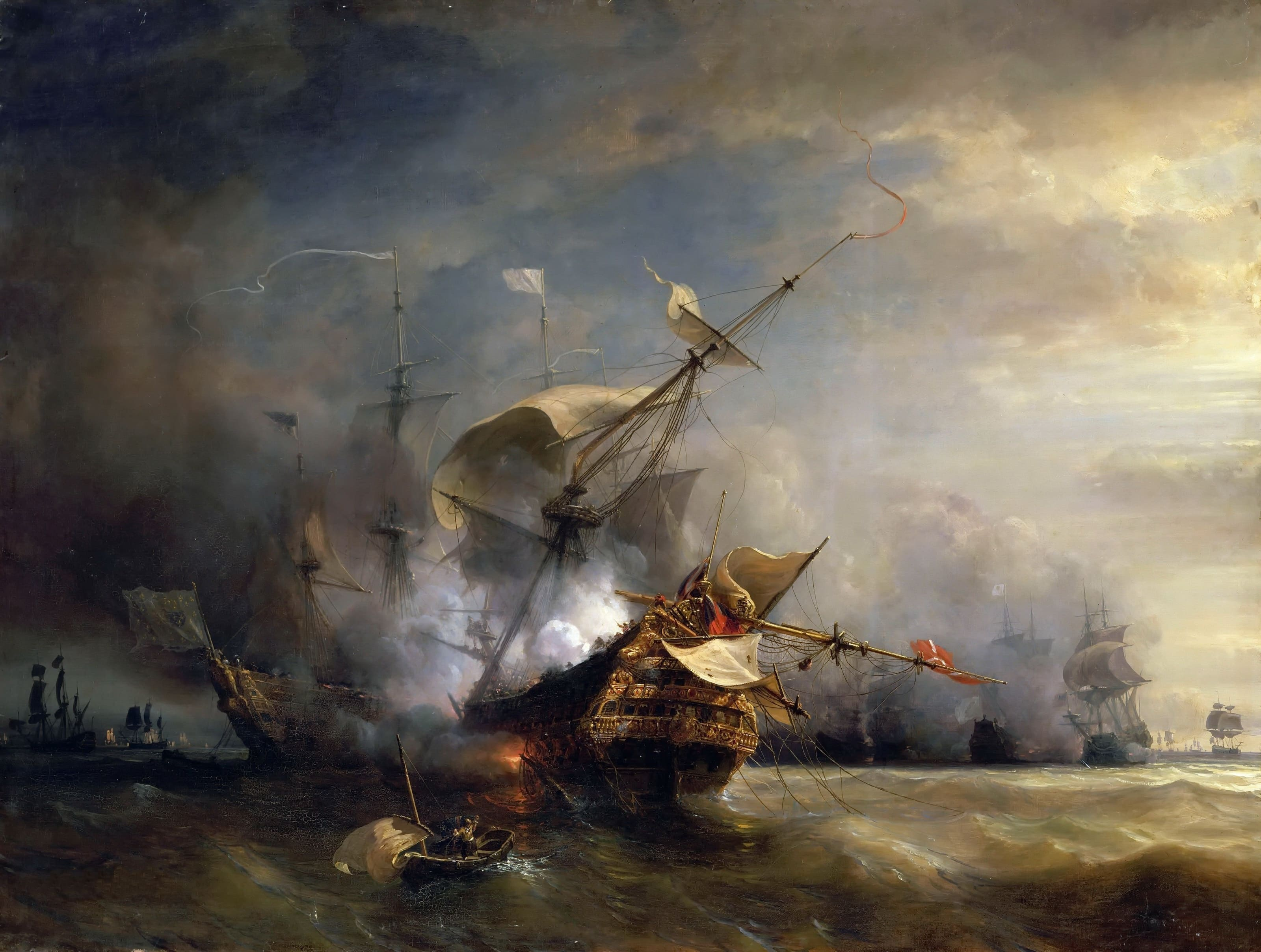
Bataille du cap Lizard, le 21 octobre 1707

L'année 1707 est marquée par un nombre important de combats en mer du Nord et dans la Baltique. François-Cornil Bart commande Le Jersey, dans l'escadre de Claude de Forbin, composée de huit vaisseaux. Au cours d'un accrochage avec une flotte anglaise, il combat et aborde du HMS Hampton Court, de 72 canons. Un autre vaisseau anglais de 76 canons est pris de la même manière, ainsi que le reste de la flotte. Seul le troisième vaisseau qui servait aussi d'escorte parvient à s'enfuir. Plus tard l'escadre française croise la route d'une autre flotte anglaise, escortée par trois vaisseaux de guerre, quelques bâtiments marchands sont pris. L'escadre croise par la suite une flotte hollandaise, également escortée par trois vaisseaux. Cette flotte prend la fuite, et dix-sept bâtiments se réfugient dans l'île de Wardhuys, où il y avait un petit fort danois. Il reçoit l'ordre d'aller prendre ces bâtiments avec les chaloupes et canots des vaisseaux, et ceux-ci sont conduits à Brest.
Au retour, il reçoit le commandement du Salisbury, l'escadre rencontre une flotte escortée par cinq vaisseaux de guerre, commandée par l'amiral Richard Edwards. Le 21 octobre 1707, après un combat opiniâtre au large du cap Lizard, trois navires anglais sont pris, le Devonshire (en) est coulé avec douze cents hommes, qui périssent. Seul le Royal Oak (en) parvient à s'enfuir.
En 1717, il accompagne le tzar Pierre Ier à Paris, par ordre du roi. Il est fait Chevalier de Saint-Louis, le 28 juin 1718.
Capitaine de vaisseau en 1721, il conserve le commandement du Salisbury. Lors qu'éclate la guerre de Succession d'Autriche en 1740, il est déjà âgé de 63 ans. Il est nommé chef d'escadre en 1741.
En 1746, il est fait commandeur de l'ordre royal et militaire de Saint-Louis, et reçoit une pension de 3 000 livres. Il est promu lieutenant général des armées navales en 1750.
Il termine sa carrière avec le grade de vice-amiral de la flotte du Ponant en 1752 et reçoit la grand'croix de l'ordre de Saint-Louis en 1753.

### Décès et postérité
François-Cornil Bart décède le 22 avril 1755, à l'âge de 78 ans.
Paul de Joriaud, biographe de Jean Bart, dit de François-Cornil :
« François-Cornil Bart a subi le sort commun aux fils des héros: ses services, signalés pourtant, n'ont pas eu le retentissement de ceux de son père, et sa gloire, justement acquise, a été éclipsée par une gloire plus éclatante encore. »
« Comblé d'honneurs, il resta pauvre, ayant en tout suivi les leçons de courage que lui avait données Jean Bart. Il mourut à Dunkerque le 22 avril 1755, à l'âge de 78 ans, laissant pour tout biens 25 000 francs à partager entre ses quatre enfants, deux filles et deux fils qui n'eurent point de postérité. »
Peu après sa mort, au mois de mai 1755, Louis XV accorde à sa famille 3 000 livres de pension sur son trésor royal, à savoir : 1 200 livres à M. Bart, capitaine de vaisseau, 600 livres au chevalier Bart, ingénieur ordinaire, et 600 livres à chacune des deux demoiselles Bart, ses fils et filles.
Le roi, par sa décision du 16 décembre 1755, accorde aux demoiselles Bart une augmentation de pension de 400 livres sur le fonds des Invalides, réversible de l'une à l'autre, de manière que la survivante jouira de ces 800 livres, et 600 livres qu'elle avait déjà soit une pension de 1 400 livres.

## Famille

### Descendance
Le 20 avril 1705, il épouse Marie Catherine Viguereux (1686-1741). De ce mariage naîtront deux fils et trois filles, dont l'une morte en bas âge:
- Gaspard François, mort le 6 juillet 1782 à Béthune. Chef de brigade au corps des ingénieurs royaux à Béthunes et à Amiens, puis colonel.
- Marie-Catherine (1706-1785)
- Philippe François, né en 1710 et mort à Paris en 1784, capitaine de vaisseau puis chef d'escadre. Il est gouverneur des îles sous le vent (Saint-Domingue), Chevalier de Saint-Louis le 1er janvier 1746.

En 1785, il ne subsiste du couple Bart-Viguereux que Marie-Catherine Bart, vieille demoiselle née en 1706. Elle vit à Paris.
À la mort de Marie-Catherine en 1785, fille de François Cornil Bart et petite fille de Jean Bart, les Briansiaux héritent des biens de la descendante du corsaire Jean Bart de Dunkerque par la branche des Viguereux.
Le 8 juillet 1785, une sentence du Châtelet de Paris reconnut officiellement la qualité d'héritière de la petite-fille de Jean Bart à Florence Briansiaux Viguereux, une cousine germaine. Quelques souvenirs de Jean Bart se transmettent ainsi dans les familles Bigo, Scrive, Le Blan, de Montbrun, Barrois, Masurel, Tiberghien et Plouvier, héritiers des Bart par les Briansiaux. Jusqu'en 2010, ils possédaient encore une bague et son écrin remise par Louis XIV à Jean Bart et quelques documents de la famille Bart.

## Héraldique
|  | Armoiries d'alliance de l'Amiral François Cornil Bart (Fils de Jean Bart) et de son épouse Marie Viguereux, sur leur dalle funéraire dans l'église Saint Eloi de Dunkerque. D'argent à la fasce d'azur chargée d'une fleur de lys d'or, accompagnée en chef de deux ancres de sable en sautoir et en pointe d'un lion passant de gueules et d'azur à un lion d'or adextré d'un étoile à six raies de même posé au 1er canton. |

Son cachet gravé de ses armoiries a été retrouvé en 2019 et préempté par le Musée de Dunkerque 

## Hommage et sépulture
- Un cours de Dunkerque porte son nom depuis le 30 mars 1962[15].
- Tombe de François-Cornil Bart en l'Église Saint-Éloi de Dunkerque.

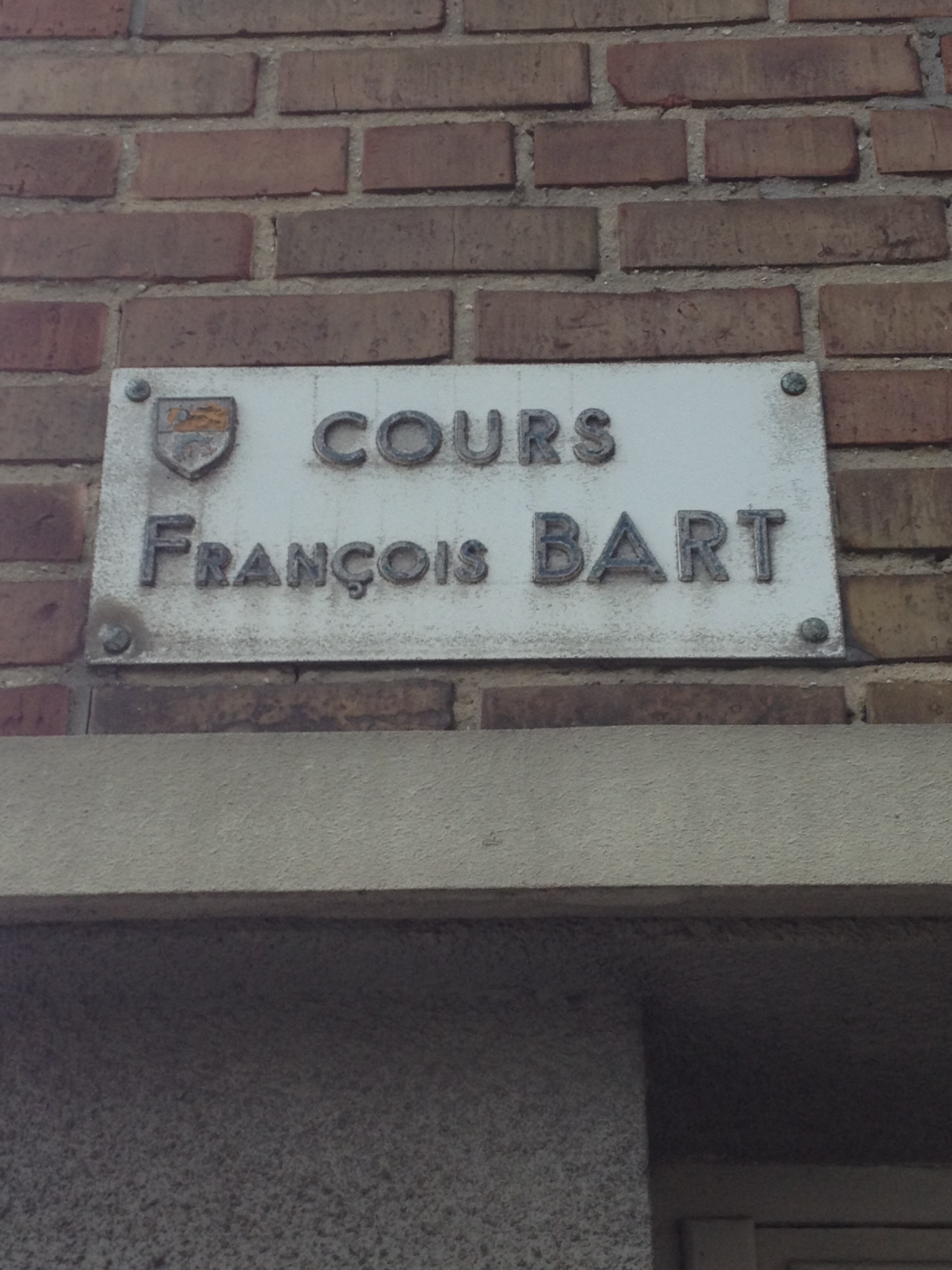
Plaque de rue Cours François Bart
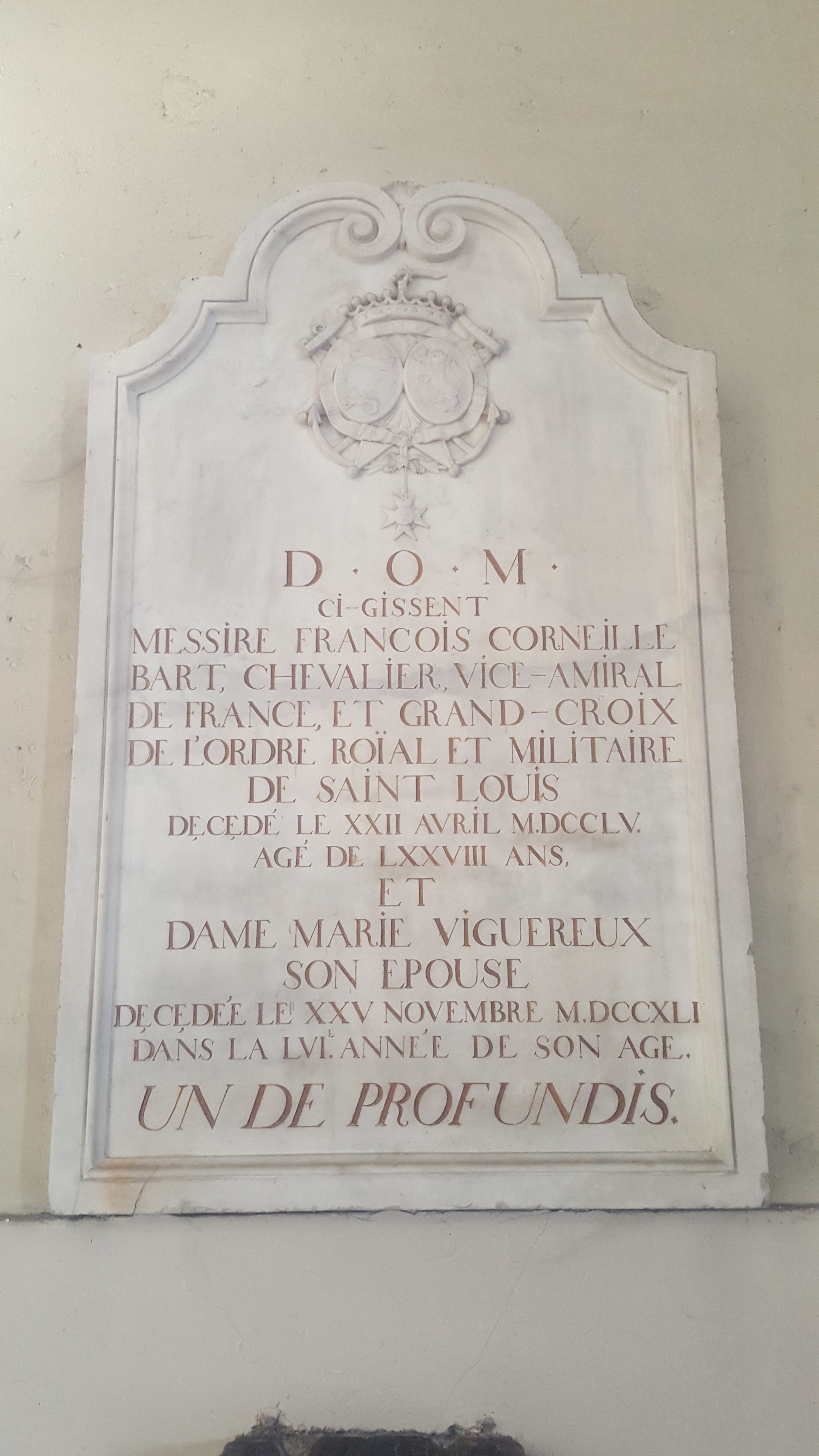
Tombe de François-Cornil Bart